# 瓦西里夫卡
瓦西里夫卡（烏克蘭語：Василівка，羅馬化：Vasylivka，發音：[wɐˈsɪ.l⁽ʲ⁾iu̯.kɐ] ⓘ），又按俄语名译为瓦西里耶夫卡，是乌克兰扎波羅熱州瓦西里夫卡區瓦西里夫卡市镇内的城市，为该区及该市镇的行政中心。該市始建於1784年，面積10.23平方公里，海拔高度82米，2022年人口数量为12,567人，人口密度每平方公里1,228人。2022年3月7日，該市被俄羅斯佔領。此後該市的俄軍據點曾多次被烏克蘭方面炮擊。

## 当地名人
- 米哈伊洛·費多羅夫：乌克兰副总理兼数位化转型部部长。

## 图集

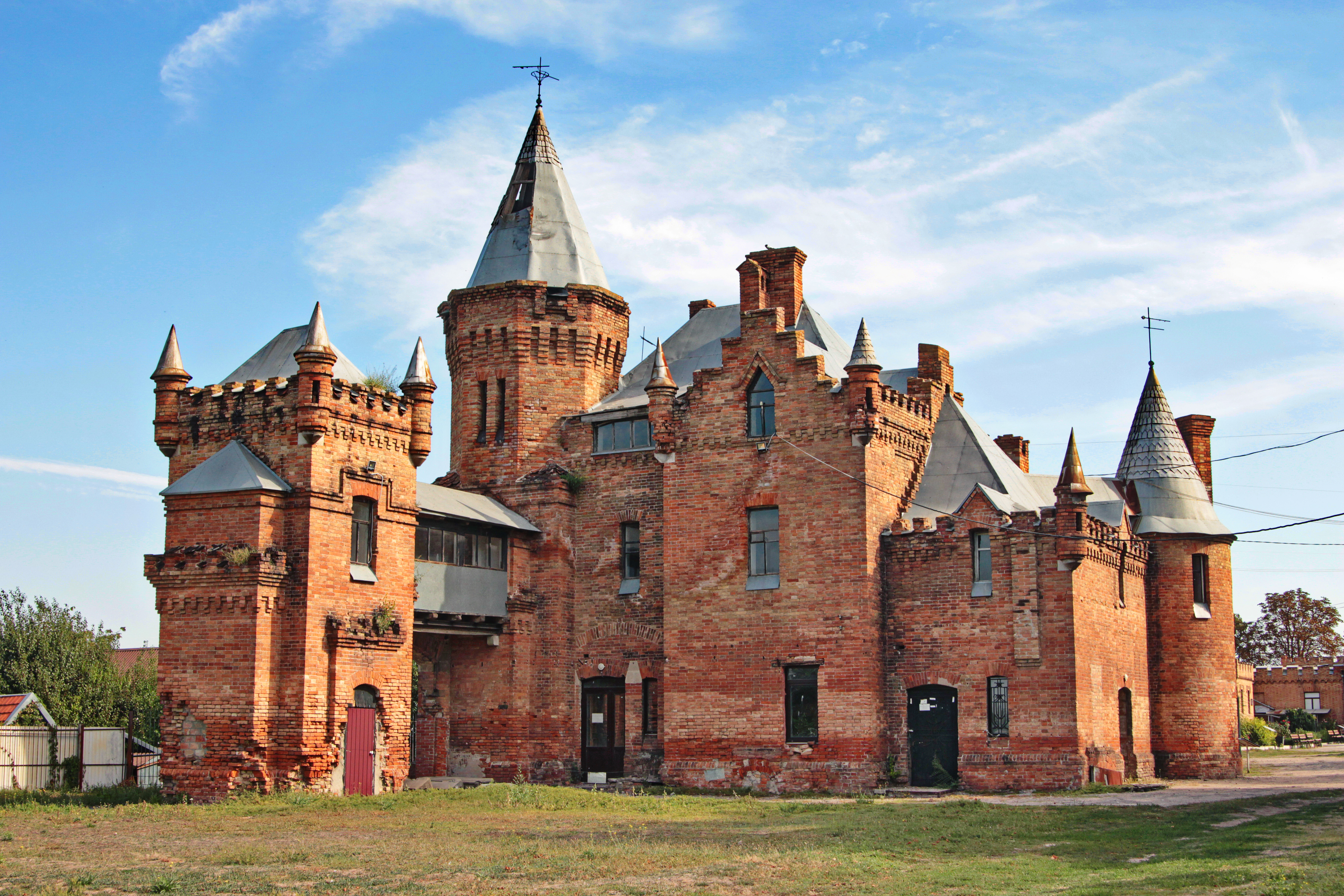
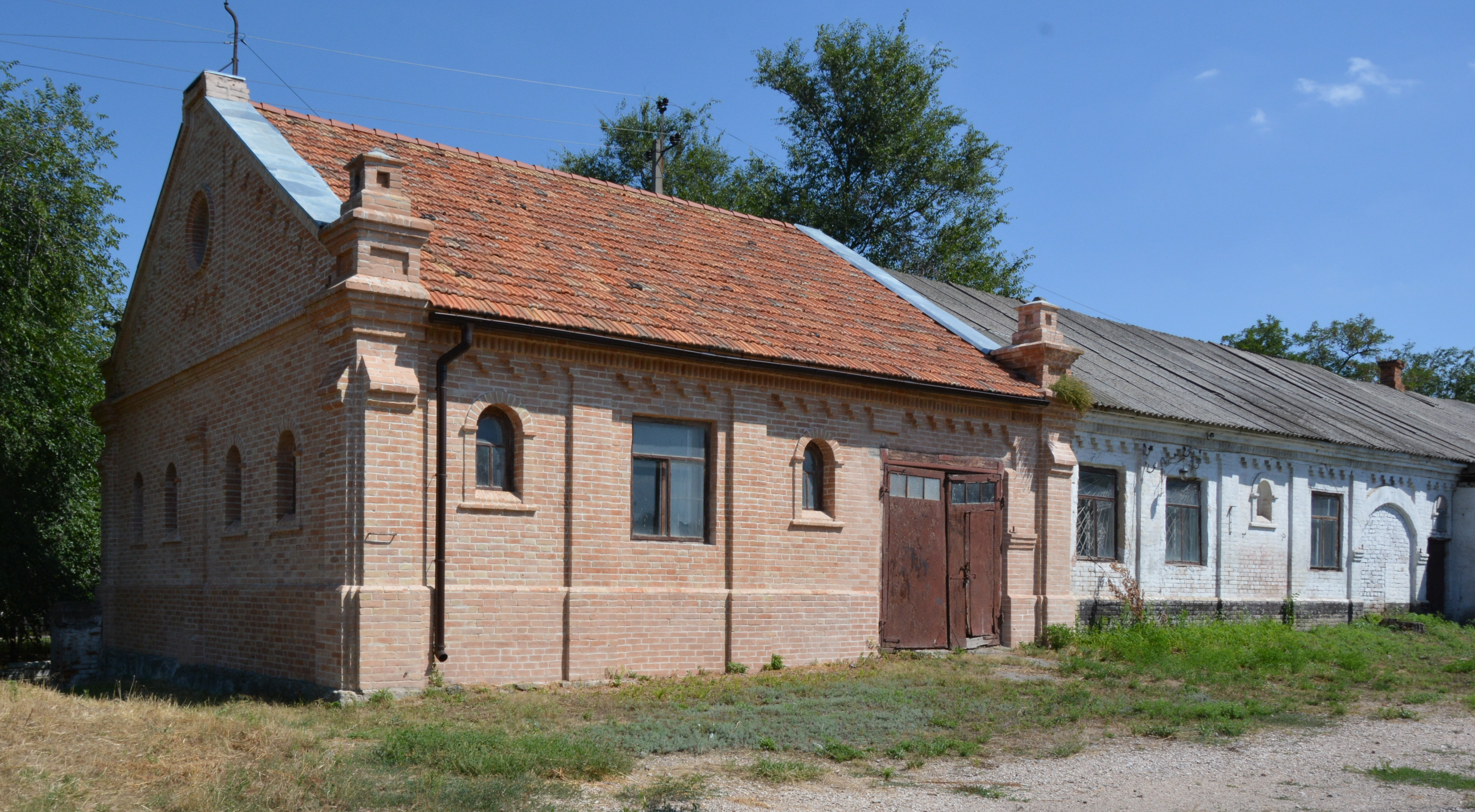
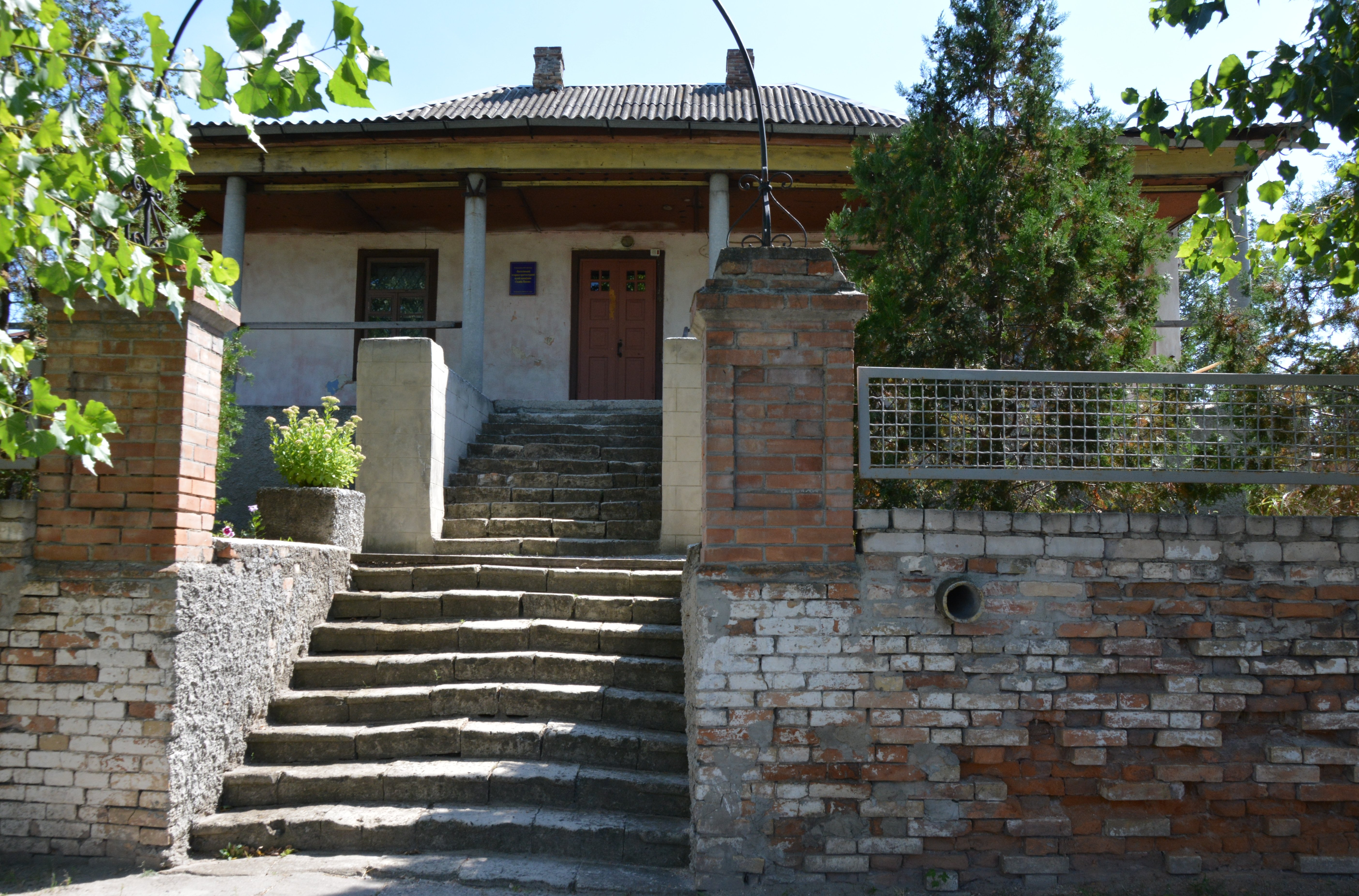
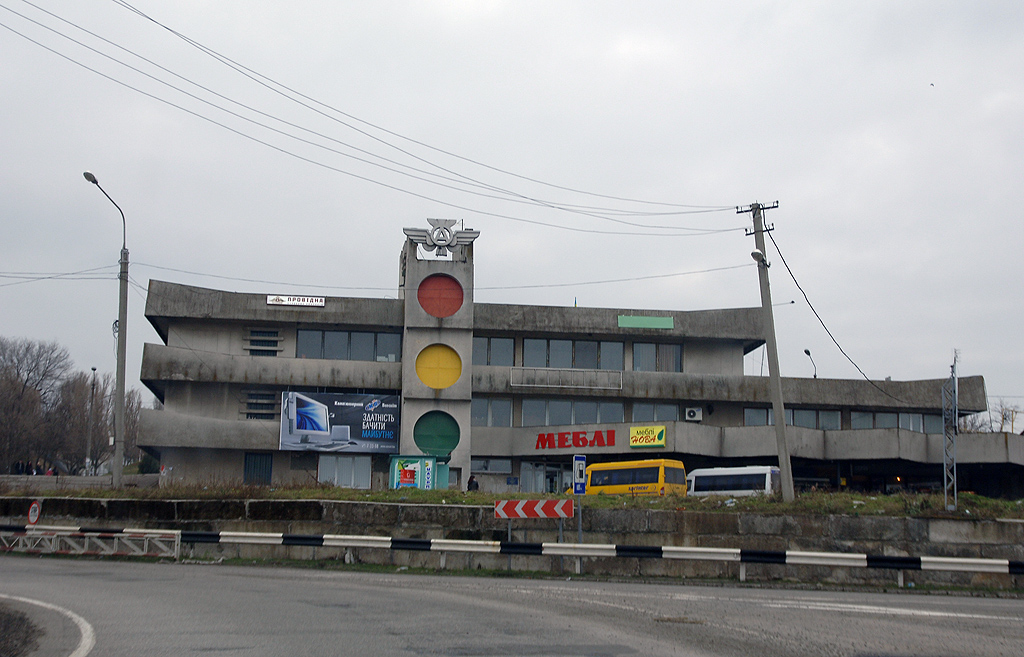
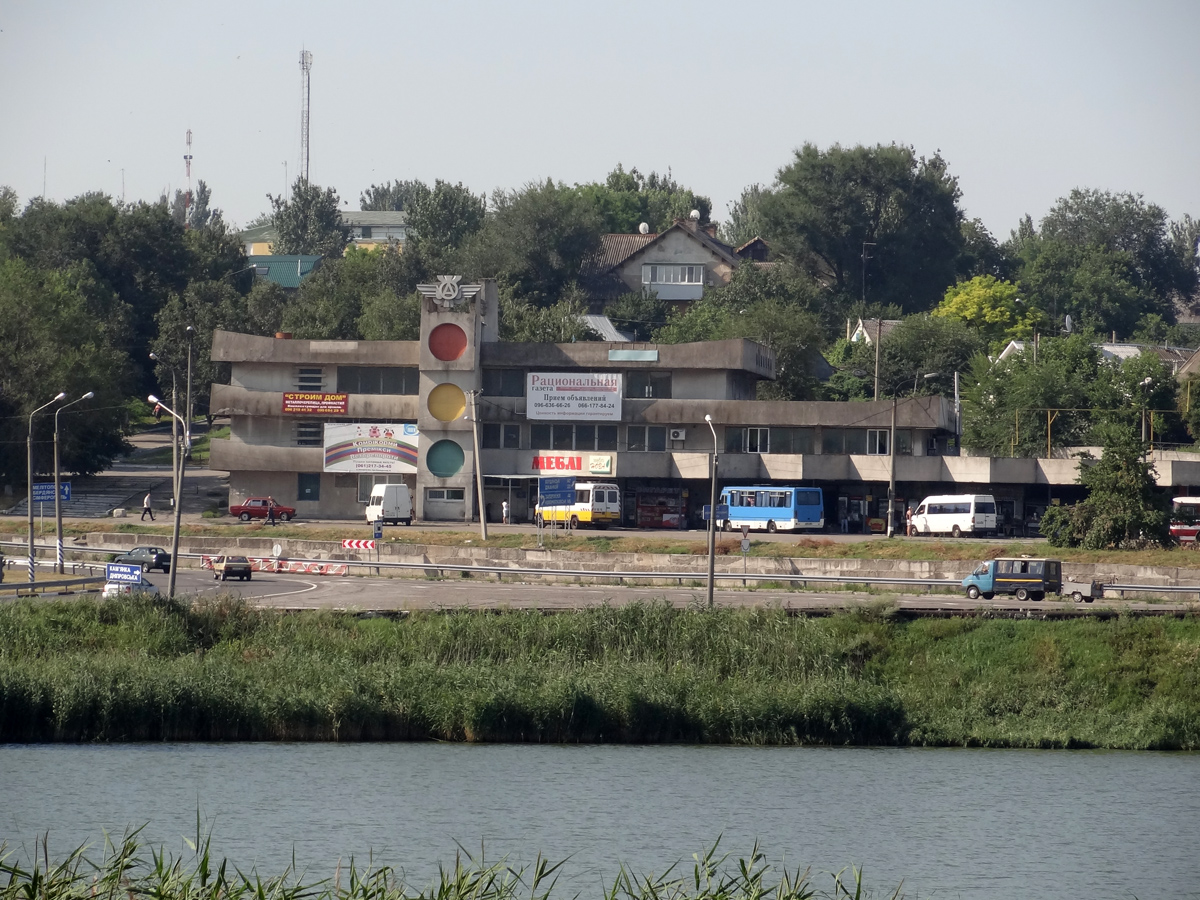